# Bathyaulax ikonenae
Bathyaulax ikonenae är en stekelart som beskrevs av Kaartinen och Donald L.J. Quicke 2007. Bathyaulax ikonenae ingår i släktet Bathyaulax och familjen bracksteklar. Inga underarter finns listade.